# Liste des députés du Morbihan

Localisation du département du Morbihan (en rouge) sur une carte de France.

Liste des députés du Morbihan

## Assemblée législative (1791-1792)
8 députés et 3 suppléants

### Députés
1. Olivier Le Tutour, cultivateur, administrateur du directoire du département.
2. Joseph-François Le Malliaud de Kerharnos, procureur-général-syndic du département.
3. Joseph-Marie Fabre, second juge au tribunal de Ploërmel.
4. Jean-Marie Antoine Élie, vice-président du directoire du district de Josselin.
5. Vincent Claude Corbel, juge au tribunal de Pontivy.
6. Joseph Lequinio, juge au tribunal de Vannes.
7. Yves Marie Audrein, premier vicaire de l'évêque du Morbihan.
8. Philippe Guillois, architecte de la marine, procureur de la commune de Lorient.

### Suppléants
1. Benoît Georges de Najac, commissaire de la marine, à Lorient.
2. Pierre Mathurin Gillet, administrateur du département, procureur-général-syndic à Vannes.
3. Guillon-du-Bodan, maire de Vannes.

## Convention nationale (1792-1795)
8 députés et 3 suppléants

### Députés
1. Joseph-François Le Malliaud de Kerharnos, procureur général syndic du département, ancien député à la Législative.
2. Pierre Lehardy, médecin, procureur syndic du district de Josselin. Est guillotiné le 9 brumaire an II (30 octobre 1793). Est remplacé par Brüe le 7 frimaire an II (27 novembre 1793).
3. Vincent Claude Corbel, juge à Pontivy, ancien député à la Législative. Est exclu après le 31 mai 1793 ; est rappelé le 18 frimaire an III (8 décembre 1794).
4. Joseph Lequinio, juge au tribunal de Vannes, ancien député à la Législative. Est décrété d'arrestation le 21 thermidor an III (8 août 1795) ; est ensuite amnistié.
5. Yves Marie Audrein, vicaire épiscopal, ancien député à la Législative, évêque de Quimper.
6. Pierre Mathurin Gillet, Avocat à Rochefort, procureur général syndic du département du Morbihan, ancien député suppléant à la Législative. Meurt à l'armée de Jourdan en vendémiaire an IV.
7. Guillaume Michel, négociant à Lorient.
8. Joseph Yves Roüault de Cosquéran, commissaire national près le tribunal criminel du département. Est exclu après le 31 mai 1793 ; est rappelé le 18 frimaire an III (8 décembre 1794).

### Suppléants
1. Louis Urbain Bruë, administrateur du département. Remplace Lehardy le 7 frimaire an II (27 novembre 1793).
2. Pierre Poizevara, juge à Fahouet. N'a pas siégé.
3. Vincent-François-Marie Chaignart, maire de Malestroit. Est appelé à siéger en vertu de l'article 1er de la loi du 7 ventôse an III (25 février 1795) et du tirage au sort destiné à compléter la Convention, opéré le 5 floréal an III (24 avril 1795).

## Conseil des Cinq-Cents(1795-1799)
- Jean-Pierre Boullé
- Louis Urbain Bruë
- Pierre Mathurin Gillet (octobre-novembre 1795)
- Joseph-Marie-Prudent Lucas de Bourgerel (avril-septembre 1797)
- Joseph-François Le Malliaud de Kerharnos
- Joseph Yves Roüault de Cosquéran
- François Lefebvrier
- Michel Pierre Laudren
- Jean-Marie Leblanc
- François-Marie Bachelot
- François-Marie Perret de Lalande
- François-Marie Jan du Bignon
- Jacques Glays
- Louis Thomas Villaret de Joyeuse
- François Yves Faverot de Kerbrech
- Jean-Jacques Lacarrière

## Consulat (1799-1804)etPremier Empire (1804-1814):Corps législatif
- Joseph-Golven Tuault de La Bouverie (1805-1814)
- Joseph-François Le Malliaud de Kerharnos (1799-1803)
- François Lefebvrier
- Colomban Louis d'Haucourt
- Barthélémy Guillo du Bodan
- Jean-François Le Gogal de Toulgoët
- Jean-Joseph Danet
- Jacques Glays
- Jean-Jacques Trentinian
- Joseph-Golven Tuault de La Bouverie
- Louis Jean Gabriel Lapotaire

## Chambre des députés des départements (1reRestauration)
- Joseph-Golven Tuault de La Bouverie
- Jacques Glays

## Chambre des représentants (Cent-Jours)
- Jean-Marie Le Guevel
- Yves Joseph Marie Frogerays
- Victor Guépin
- Pierre-Jean Le Bouhellec
- Joseph-Marie-Prudent Lucas de Bourgerel
- René Mathurin Robert
- Louis-Marie Coudé
- Jacques Glays

## Chambre des députés des départements (2eRestauration)

### Irelégislature(1815–1816)
- Louis Joseph de Margadel
- François-Mathieu-Marie Dahirel
- Hyacinthe du Botderu
- François Henri Eugène Daugier
- Joseph Charles de Perrien
- René Marie Jollivet

### IIelégislature(1816-1823)
- Bertrand Villemain
- Gabriel Fabre
- Emmanuel Halgan (amiral)
- Louis Joseph de Margadel
- Louis Joseph Hyacinthe Ponsard
- Hyacinthe du Botderu
- René Marie Jollivet
- René Mathurin Robert
- Louis François Le Gallic de Kerizouet

### IIIelégislature(1824-1827)
- Joachim Renaud
- Emmanuel Halgan (amiral)
- Louis Joseph de Margadel
- Marc-Antoine de La Boëssière de Lennuic
- Hyacinthe du Botderu

### IVelégislature(1828-1830)
- Arthur Charles Esprit de La Bourdonnaye
- Jean René Harscouët de Saint-George
- Jean-Marie Leridant
- Louis Joseph de Margadel
- Emmanuel Halgan (amiral)
- Marc-Antoine de La Boëssière de Lennuic

### Velégislature(23 juin 1830-28 juillet 1830)
- Ange René Armand de Mackau
- Arthur Charles Esprit de La Bourdonnaye
- Jean René Harscouët de Saint-George
- Gabriel de Francheville
- Louis Joseph de Margadel
- Marc-Antoine de La Boëssière de Lennuic

## Chambre des députés (Monarchie de Juillet)

### IreLégislature(1830-1831)
- Fidèle-Marie Gaillard de Kerbertin
- Ange René Armand de Mackau
- Gabriel de Francheville
- Louis Joseph de Margadel, considéré démissionnaire et remplacé par Jean-Marie Leridant
- Bertrand Villemain

### IIeLégislature(1831-1834)
- Achille Vigier
- Alphonse Joseph Constant Bourelle de Sivry
- Charles Beslay
- Jean-Marie Fruchard
- Emmanuel Thomas-Ducordic
- Bertrand Villemain

### IIIeLégislature(1834-1837)
- Achille Vigier
- Alphonse Joseph Constant Bourelle de Sivry
- Charles Beslay
- Vincent Jean Marie Caradec démissionne en 1836, remplacé par Louis Bernard de Rennes
- Nicolas Joseph Marie Le Gall
- Aimé Le Déan

### IVeLégislature(1837-1839)
- Achille Vigier
- Alphonse Joseph Constant Bourelle de Sivry
- Benjamin Jan de La Gillardaie
- Louis Bernard de Rennes
- Arthur Charles Esprit de La Bourdonnaye
- Aimé Le Déan

### VeLégislature(1839-1842)
- Aimé Le Déan décédé en 1841, remplacé par Jean Eugène Laurent
- Achille Vigier
- Alphonse Joseph Constant Bourelle de Sivry
- Benjamin Jan de La Gillardaie
- Louis Bernard de Rennes
- Arthur Charles Esprit de La Bourdonnaye

### VIeLégislature(1842-1846)
- Henri-Auguste-Georges de La Rochejaquelein
- Achille Vigier
- Émile Le Puillon de Boblaye décédé en 1843, remplacé par Théodore Le Puillon de Boblaye
- Arthur Charles Esprit de La Bourdonnaye décédé en 1844, remplacé par Pierre Genty de Bussy
- Louis Bernard de Rennes
- Charles Guillaume Hello démissionne en 1843, remplacé par Frédéric Coudre-Lacoudrais

### VIIeLégislature(17/08/1846-24/02/1848)
- Augustin de Chazelles
- Henri-Auguste-Georges de La Rochejaquelein
- Pierre Ambroise Plougoulm
- Théodore Le Puillon de Boblaye
- Pierre Genty de Bussy
- Louis Bernard de Rennes
- Frédéric Coudre-Lacoudrais

## Deuxième République (1848-1852)

### Assemblée constituante de 1848
- Frédéric de Pioger
- Aimé Le Blanc
- Jean-Paul Daniélou
- Louis Crespel de Latouche
- Henri-Auguste-Georges de La Rochejaquelein
- François Marie Hyacinthe Dahirel
- Antoine de Fournas
- Pierre-Louis Parisis
- Charles Beslay
- François Marie Guillo du Bodan
- Charles Louis de Perrien
- Jean René Harscouet de Saint-Georges

### Assemblée législative de 1849
- Alfred Nettement
- Hippolyte Thomé de Kéridec
- Frédéric de Pioger
- Louis Crespel de Latouche, décédé en mai 1849, remplacé par Paul Vincent Audren de Kerdrel
- Paul René Harscouet de Saint-Georges
- Henri-Auguste-Georges de La Rochejaquelein
- François Marie Hyacinthe Dahirel
- Georges Monnier décédé en 1851, remplacé par Laurent de Gouyon de Coypel
- Mathurin Le Crom
- Pierre-Louis Parisis

## Second Empire

### 1852-1857
- François Jollivet de Castelot décédé en 1854, remplacé par Philippe Boullé
- Joseph Le Mélorel de La Haichois
- Napoléon Marie de Nompère de Champagny

### 1857-1863
- Philippe Boullé
- Joseph Le Mélorel de La Haichois
- Napoléon Marie de Nompère de Champagny

### 1863-1869
- Alexis Thomas-Kercado
- Joseph Le Mélorel de La Haichois
- Napoléon Marie de Nompère de Champagny

### 1869-1870
- Charles de La Monneraye
- Henri Dupuy de Lôme
- Napoléon Marie de Nompère de Champagny

## Troisième République (1870-1940)

### 1871-1876
- Louis Jules Trochu, Centre droit, démissionnaire le 1er juillet 1872
- Vincent Audren de Kerdrel, Union des droites
- Amédée de Savignhac, Extrême-droite, décédé le 23 février 1871, remplacé le 2 juillet par Amédée-Charles-Donatien de Gouvello, Extrême-droite
- Charles de La Monneraye, Extrême-droite
- François Dahirel, Extrême-droite, décédé le 6 février 1875
- Hippolyte Thomé de Kéridec, Union des droites
- Jean-Hubert Bouché, Union des droites, démissionne le 11 novembre 1872, remplacé le 27 avril par Charles Guillo du Bodan, Union des droites, élu le 27 avril 1873
- Frédéric de Pioger, Union des droites
- Jean Jaffré, Union des droites
- Armand Fresneau, Extrême-droite
- M. Joffre, démissionne en 1872, remplacé le 21 octobre par Joseph Martin d'Auray, Extrême-droite, élu le 20 octobre 1872

### 1876-1877
- Charles Guillo du Bodan
- Édouard Lorois
- François Ratier
- Paul Joseph de Perrien
- Albert de Mun
- Alain Charles Louis de Rohan-Chabot

### 1877-1881
- Charles Guillo du Bodan
- Édouard Lorois
- François Ratier décédé en 1880, remplacé par Édouard Mathieu
- Paul Joseph de Perrien
- Albert de Mun invalidé, remplacé par Louis Joachim Le Maguet
- Alain Charles Louis de Rohan-Chabot

### 1881-1885
- Charles Guillo du Bodan
- Édouard Lorois
- Joseph Martin d'Auray
- Paul-Henri Lanjuinais
- Albert de Mun
- Alain Charles Louis de Rohan-Chabot
- Édouard Mathieu

### 1885-1889
- Charles Guillo du Bodan
- Édouard Lorois décédé en 1885, remplacé par son frère Émile Lorois
- Joseph Martin d'Auray
- Paul-Henri Lanjuinais
- Albert de Mun
- Alain Charles Louis de Rohan-Chabot
- Gustave de Lamarzelle

### 1889-1893
- Pontivy-1 : Paul-Henri Lanjuinais, Monarchiste
- Pontivy-2 : Albert de Mun, Conservateur
- Ploërmel : Alain Charles Louis de Rohan-Chabot, Prince de Léon, Monarchiste
- Lorient-2 : Gustave de Lamarzelle, Monarchiste
- Vannes-1 : Charles Guillo du Bodan, Monarchiste
- Vannes-2 : Émile Lorois, Monarchiste
- Lorient-1 : Arthur Dillon, Boulangiste, invalidé, remplacé par Pierre-Paul Guieysse, Républicain

Source : journal Le Temps du 24 septembre et du 8 octobre 1889 sur Gallica,.

### 1893-1898
- Lorient-1 : Pierre-Paul Guieysse, Républicain
- Pontivy-1 : Paul-Henri Lanjuinais, Conservateur
- Ploërmel : Alain Charles Louis de Rohan-Chabot, Conservateur
- Vannes-1 : Charles Guillo du Bodan, Conservateur, décédé en 1898, remplacé par Régis-Marie-Joseph de L'Estourbeillon de La Garnache, Monarchiste
- Vannes-2 : Émile Lorois, Conservateur
- Lorient-2 : Eugène Le Coupanec, Républicain
- Pontivy-2 : Albert Le Clec'h, Républicain

Source : journal Le Temps du 22 août et du 5 septembre 1893 sur Gallica,.

### 1898-1902
- Lorient-1 : Pierre-Paul Guieysse, Radical
- Ploërmel : Alain Charles Louis de Rohan-Chabot, Monarchiste
- Pontivy-2 : Albert Le Clec'h, Radical
- Vannes-1 : Régis-Marie-Joseph de L'Estourbeillon de La Garnache, Monarchiste
- Lorient-2 : Joseph Jacob, Républicain
- Pontivy-1 : Pierre-Charles Langlais, Républicain, élection invalidée en décembre 1898, remplacé par Paul-Henri Lanjuinais, Conservateur, lors d'une élection partielle le 22 janvier 1899
- Vannes-2 : François Forest, Monarchiste

Source : journal Le Temps du 10 mai et du 24 mai 1898 sur Gallica,.

### 1902-1906
- Lorient-1 : Pierre-Paul Guieysse, Radical
- Ploërmel : Alain Charles Louis de Rohan-Chabot, Conservateur
- Vannes-1 : Régis-Marie-Joseph de L'Estourbeillon de La Garnache, Conservateur
- Pontivy-1 : Paul-Henri Lanjuinais, Conservateur
- Lorient-2 : Ernest Lamy, Conservateur
- Lorient-3 : Jean Guilloteaux, Libéral
- Pontivy-2 : Guy de Salvaing de Boissieu, Nationaliste
- Vannes-2 : François Forest, Conservateur

Source : journal Le Temps du 29 avril et du 13 mai 1902 sur Gallica,.

### 1906-1910
- Lorient-1 : Pierre-Paul Guieysse, Radical socialiste
- Ploërmel : Alain de Rohan-Chabot, Prince de Léon, non-inscrit (Monarchiste)
- Vannes-1 : Régis-Marie-Joseph de L'Estourbeillon de La Garnache, Action libérale (Nationaliste)
- Pontivy-1 : Paul-Henri Lanjuinais, non-inscrit (Monarchiste)
- Lorient-2 : Ernest Lamy, Action libérale
- Lorient-3 : Jean Guilloteaux, Action libérale
- Pontivy-2 : Guy de Salvaing de Boissieu, Action libérale
- Vannes-2 : François Forest, Action libérale

Sources : Journal Le Temps du 6 et du 22 mai 1906 sur Gallica - ,.

### 1910-1914
- Ploërmel : Alain de Rohan-Chabot, Prince de Léon, Droites, décédé le 6 janvier 1914, non remplacé
- Vannes-1 : Régis-Marie-Joseph de L'Estourbeillon de La Garnache, Action libérale
- Pontivy-1 : Paul-Henry de Lanjuinais, Droites
- Lorient-2 : Ernest Lamy, Action libérale
- Lorient-1 : Louis Nail, Radical socialiste
- Lorient-3 : Joseph Le Rouzic, Radical socialiste
- Vannes-2 : François Forest, Action libérale
- Pontivy-2 : Alfred Brard, Radical socialiste

Sources : Journal Le Temps du 24 avril et du 8 mai 1910 sur Gallica - ,.

### 1914-1919
- Lorient-2 : Ernest Lamy, Action libérale
- Lorient-1 : Louis Nail, Radical socialiste
- Lorient-3 : Joseph Le Rouzic, Radical socialiste
- Vannes-1 : Régis-Marie-Joseph de L'Estourbeillon de La Garnache, Action libérale
- Ploërmel : Josselin de Rohan-Chabot, Droites, Mort pour la France le 13 juillet 1916, non remplacé
- Pontivy-1 : Arthur Emmanuel Espivent de La Villesboisnet, Non-inscrit (Droite)
- Pontivy-2 : Victor Robic, Fédération républicaine (Droite)
- Vannes-2 : Joseph Gouyon de Coypel, Droites

Sources : Journal Le Temps du 28 avril et du 12 mai 1914 sur Gallica - ,.

### 1919-1924
Les élections législatives de 1919 furent organisées au scrutin proportionnel de liste. Elles marquèrent au niveau national la victoire du "Bloc national" de centre-droit.
Liste d'union républicaine
- Maurice Marchais, Conseiller général, Premier adjoint au maire de Vannes, Gauche républicaine démocratique
- Louis Nail, Ministre de la Justice, Président du Conseil général, Parti radical et radical-socialiste, décédé le 25 octobre 1920, non remplacé
- Paul Maulion, Conseiller général, Parti radical et radical-socialiste
- Alphonse Rio, Conseiller municipal de Quiberon, Républicain socialiste
- Pierre-François Bouligand, Conseiller général, Parti radical et radical-socialiste

Liste d'union nationale des républicains et des conservateurs
- Ernest Lamy, Entente républicaine démocratique
- Victor Robic, Conseiller général, maire du Faouët, Entente républicaine démocratique
- Alphonse Sevène, Conseiller municipal de Lorient, Entente républicaine démocratique

Source : Barodet sur le site de l'Assemblée Nationale - https://bibnum.sciencespo.fr/s/catalogue/ark:/46513/sc16m2kz#?c=&m=&s=&cv=.

### 1924-1928
Les élections législatives de 1924 furent organisées au scrutin proportionnel de liste. Elles marquèrent au niveau national national la victoire du "Cartel des gauches".
Liste de la Fédération républicaine indépendante
- Alphonse Sevène, Union républicaine démocratique, Capitaine de frégate en retraite, décédé le 24 mai 1928, non remplacé
- Joseph Cadic, Conseiller municipal de Noyal-Pontivy, Union républicaine démocratique
- Victor Robic, Conseiller municipal du Faouët, Union républicaine démocratique
- Fernand Violle, Conseiller municipal de Vannes, Union républicaine démocratique
- Pierre Le Moyne, Union républicaine démocratique, Avocat à Lorient

Liste d'Union républicaine
- Maurice Marchais, Conseiller général, conseiller municipal de Vannes, Gauche radicale
- Pierre-François Bouligand, Conseiller général, Parti radical et radical-socialiste
- Édouard Labes, Conseiller général, maire de Lorient, Gauche radicale

Source : Barodet sur le site de l'Assemblée Nationale - https://bibnum.sciencespo.fr/s/catalogue/ark:/46513/sc16m1m0#?c=&m=&s=&cv=

### 1928-1932
Les élections législatives furent au scrutin d'arrondissement majoritaire à deux tours de 1928 à 1936.
- Lorient-1 : Pierre-François Bouligand, Radical-socialiste, décédé le 28 février 1930, remplacé le 4 mai par Louis L'Hévéder, SFIO, élu le 4 mai 1930
- Pontivy-1 : Joseph Cadic, Union républicaine démocratique
- Lorient-2 : Marcel Charrier, Gauche radicale
- Lorient-3 : Joseph Le Pevedic, Indépendant (Droite)
- Ploërmel : André Bahier, Démocrate Populaire
- Pontivy-2 : Eugène Raude, Radical-socialiste
- Vannes-1 : Abbé Jean-Marie Desgranges, Indépendant (Droite)
- Vannes-2 : Ernest Pezet, Démocrate Populaire

Source : Élections législatives 22-29 avril 1928 de Georges Lachapelle - https://gallica.bnf.fr/ark:/12148/bpt6k320439r.texteImage#

### XVelégislature (1932-1936)
| Circonscription | Nom                                    | Groupe | Groupe |
| --------------- | -------------------------------------- | ------ | ------ |
| Lorient-1       | Louis L'Hévéder                        |        | SFIO   |
| Lorient-2       | Marcel Charrier (décédé le 14/02/1934) |        | G.rad. |
| Lorient-2       | Firmin Tristan (Elu le 22/05/1934)     |        | Rép.G  |
| Lorient-3       | Joseph Le Pevedic                      |        | Ind.   |
| Ploërmel        | Louis Guillois                         |        | FR     |
| Pontivy-1       | Paul Lotz                              |        | PRRS   |
| Pontivy-2       | Eugène Raude                           |        | PRRS   |
| Vannes-1        | Abbé Jean-Marie Desgranges             |        | Ind.   |
| Vannes-2        | Ernest Pezet                           |        | PDP    |

### XVIelégislature (1936-1940)
| Circonscription | Nom                        | Parti | Parti                                                            |
| --------------- | -------------------------- | ----- | ---------------------------------------------------------------- |
| Lorient-1       | Louis L'Hévéder            |       | SFIO                                                             |
| Lorient-2       | Firmin Tristan             |       | Rép.G Gauche démocratique et radicale indépendante               |
| Lorient-3       | Joseph Le Pevedic          |       | Alliance des républicains de gauche et des radicaux indépendants |
| Ploërmel        | Pierre Gillet              |       | RI Agraire indépendant                                           |
| Pontivy-1       | Joseph Cadic               |       | Ind. Non-inscrit                                                 |
| Pontivy-2       | Paul Ihuel                 |       | Ind. Non-inscrit                                                 |
| Vannes-1        | Abbé Jean-Marie Desgranges |       | Ind. Non-inscrit                                                 |
| Vannes-2        | Ernest Pezet               |       | PDP                                                              |

## Gouvernement provisoire de la République française
Les deux élections législatives organisées pendant le gouvernement provisoire de la République française se déroulent sous forme de scrutin proportionnel plurinominal par département. Dans le Morbihan, sept députés sont élus ; il n'y a pas de suppléant.

### IreAssembléenationale constituante (1945-1946)
Les sept députés élus sont, par ordre alphabétique :
| Nom                   | Parti | Parti |
| --------------------- | ----- | ----- |
| Louis Guiguen         |       | PCF   |
| Paul Ihuel            |       | MRP   |
| Denis Le Berre        |       | MRP   |
| Jean Le Coutaller     |       | SFIO  |
| Ernest Pezet          |       | MRP   |
| Alphonse Rio          |       | PRRS  |
| Marie Texier-Lahoulle |       | MRP   |

### IIeAssembléenationale constituante (1946)
Les sept députés élus sont, par ordre alphabétique :
| Nom                   | Parti | Parti |
| --------------------- | ----- | ----- |
| Louis Guiguen         |       | PCF   |
| Joseph Guyomard       |       | MRP   |
| Paul Hutin-Desgrées   |       | MRP   |
| Paul Ihuel            |       | MRP   |
| Jean Le Coutaller     |       | SFIO  |
| Marie Texier-Lahoulle |       | MRP   |
| Joseph Yvon           |       | MRP   |

## Quatrième République (1946-1958)
Sous la IVe République, les élections législatives se déroulent sous forme de scrutin proportionnel plurinominal par département. Dans le Morbihan, sept députés sont élus ; il n’y a pas de suppléant.

### Irelégislature (1946-1951)
Les sept députés élus sont, par ordre alphabétique :
| Nom                 | Parti | Parti |
| ------------------- | ----- | ----- |
| Louis Guiguen       |       | PCF   |
| Joseph Guyomard     |       | MRP   |
| Paul Hutin-Desgrées |       | MRP   |
| Paul Ihuel          |       | MRP   |
| Jean Le Coutaller   |       | SFIO  |
| Raymond Marcellin   |       | PRL   |
| Joseph Yvon         |       | MRP   |

### IIelégislature (1951-1955)
Les sept députés élus sont, par ordre alphabétique :
| Nom                 | Parti | Parti |
| ------------------- | ----- | ----- |
| Victor Golvan       |       | RPF   |
| Louis Guiguen       |       | PCF   |
| Paul Hutin-Desgrées |       | MRP   |
| Paul Ihuel          |       | MRP   |
| Robert de la Noë    |       | CNIP  |
| Jean Le Coutaller   |       | SFIO  |
| Raymond Marcellin   |       | CNIP  |

### IIIelégislature (1956-1958)
Les sept députés élus sont, par ordre alphabétique :
| Nom               | Parti | Parti |
| ----------------- | ----- | ----- |
| Christian Bonnet  |       | MRP   |
| Joseph Cadic      |       | CNIP  |
| Joseph Ferrand    |       | MRP   |
| Paul Ihuel        |       | MRP   |
| Léon Jégorel      |       | MRP   |
| Raymond Marcellin |       | CNIP  |
| Valentin Vignard  |       | MRP   |

## Cinquième République (depuis 1958)

### Irelégislature (1958-1962)

Couleur politique des députés élus en 1958.

| Circonscription     | Nom                                                                 | Parti | Parti | Suppléant            |
| ------------------- | ------------------------------------------------------------------- | ----- | ----- | -------------------- |
| 1re circonscription | Raymond Marcellin Léonce Franco (17 juillet 1962 - 5 décembre 1962) |       | CNIP  | Léonce Franco        |
| 2e circonscription  | Christian Bonnet                                                    |       | MRP   | Joseph Le Pevedic    |
| 3e circonscription  | Hervé Laudrin                                                       |       | UNR   | Emmanuel Bertho      |
| 4e circonscription  | Yves du Halgouët                                                    |       | CNIP  | Arthur Genuit        |
| 5e circonscription  | Louis Le Montagner                                                  |       | CNIP  | François Le Clainche |
| 6e circonscription  | Paul Ihuel                                                          |       | MRP   | Léon Morice          |

### IIelégislature (1962-1967)

Couleur politique des députés élus en 1962.

| Circonscription     | Nom                                                            | Parti | Parti | Suppléant          |
| ------------------- | -------------------------------------------------------------- | ----- | ----- | ------------------ |
| 1re circonscription | Raymond Marcellin Jean Grimaud (7 janvier 1963 - 2 avril 1967) |       | CNIP  | Jean Grimaud       |
| 2e circonscription  | Christian Bonnet                                               |       | MRP   | Étienne Laventure  |
| 3e circonscription  | Hervé Laudrin                                                  |       | UNR   | Julien Ehouarn     |
| 4e circonscription  | Yves du Halgouët                                               |       | RI    | Arthur Genuit      |
| 5e circonscription  | Maurice Bardet                                                 |       | UNR   | Michel Guillon     |
| 6e circonscription  | Paul Ihuel                                                     |       | MRP   | François Christien |

### IIIelégislature (1967-1968)

Couleur politique des députés élus en 1967.

| Circonscription     | Nom                                                           | Parti | Parti | Suppléant          |
| ------------------- | ------------------------------------------------------------- | ----- | ----- | ------------------ |
| 1re circonscription | Raymond Marcellin Jean Grimaud (8 mai 1967 - 10 juillet 1968) |       | RI    | Jean Grimaud       |
| 2e circonscription  | Christian Bonnet                                              |       | RI    | Yvonne Stéphan     |
| 3e circonscription  | Hervé Laudrin                                                 |       | UNR   | Yves Le Quéré      |
| 4e circonscription  | Yves du Halgouët                                              |       | RI    | Arthur Genuit      |
| 5e circonscription  | Yves Allainmat                                                |       | SFIO  | Joseph Kerbellec   |
| 6e circonscription  | Paul Ihuel                                                    |       | CD    | François Christien |

### IVelégislature (1968-1973)

Couleur politique des députés élus en 1968.

| Circonscription     | Nom                                                             | Parti | Parti | Suppléant        |
| ------------------- | --------------------------------------------------------------- | ----- | ----- | ---------------- |
| 1re circonscription | Raymond Marcellin Jean Grimaud (13 août 1968 - 1er avril 1973)  |       | RI    | Jean Grimaud     |
| 2e circonscription  | Christian Bonnet Yvonne Stéphan (13 août 1968 - 1er avril 1973) |       | RI    | Yvonne Stéphan   |
| 3e circonscription  | Hervé Laudrin                                                   |       | UNR   | Yves Le Quéré    |
| 4e circonscription  | Yves du Halgouët                                                |       | RI    | Arthur Genuit    |
| 5e circonscription  | Roger de Vitton                                                 |       | RI    | Maurice Foulgocq |
| 6e circonscription  | Paul Ihuel                                                      |       | CD    | Yves Le Cabellec |

### Velégislature (1973-1978)

Couleur politique des députés élus en 1973.

| Circonscription     | Nom                                                                              | Parti | Parti | Suppléant        |
| ------------------- | -------------------------------------------------------------------------------- | ----- | ----- | ---------------- |
| 1re circonscription | Raymond Marcellin Jean Grimaud (6 mai 1973 - 2 avril 1978)                       |       | RI    | Jean Grimaud     |
| 2e circonscription  | Christian Bonnet Yvonne Stéphan (13 mai 1973 - 2 avril 1978)                     |       | RI    | Yvonne Stéphan   |
| 3e circonscription  | Hervé Laudrin († 19 mars 1977) Jean Pascal (20 mars 1977 - 2 avril 1978)         |       | UDR   | Jean Pascal      |
| 4e circonscription  | Loïc Bouvard                                                                     |       | CD    | Maurice Courtin  |
| 5e circonscription  | Yves Allainmat                                                                   |       | PS    | Pierre Quinio    |
| 6e circonscription  | Paul Ihuel († 22 octobre 1974) Yves Le Cabellec (22 octobre 1974 - 2 avril 1978) |       | CD    | Yves Le Cabellec |

### VIelégislature (1978-1981)

Couleur politique des députés élus en 1978.

| Circonscription     | Nom                                                        | Parti | Parti     | Suppléant       |
| ------------------- | ---------------------------------------------------------- | ----- | --------- | --------------- |
| 1re circonscription | Paul Chapel                                                |       | UDF (PR)  | Joseph Briend   |
| 2e circonscription  | Christian Bonnet Aimé Kergueris (6 mai 1978 - 22 mai 1981) |       | UDF (PR)  | Aimé Kergueris  |
| 3e circonscription  | Jean-Charles Cavaillé                                      |       | RPR       | Célestin Blévin |
| 4e circonscription  | Loïc Bouvard                                               |       | UDF (CDS) | Yves Moisan     |
| 5e circonscription  | Jean-Yves Le Drian                                         |       | PS        | Yves Allainmat  |
| 6e circonscription  | Yves Le Cabellec                                           |       | UDF (CDS) | Roger Cospérec  |

### VIIelégislature (1981-1986)

Couleur politique des députés élus en 1981.

| Circonscription     | Nom | Parti | Parti     | Suppléant              |
| ------------------- | --- | ----- | --------- | ---------------------- |
| 1re circonscription | Raymond Marcellin                                                                                       |       | UDF (PR)  | Joseph Briend          |
| 2e circonscription  | Christian Bonnet (2 juillet 1981 - 18 décembre 1983) Aimé Kergueris (19 décembre 1983 - 1er avril 1986) |       | UDF (PR)  | Aimé Kergueris Inconnu |
| 3e circonscription  | Jean-Charles Cavaillé                                                                                   |       | RPR       | Henri Le Breton        |
| 4e circonscription  | Loïc Bouvard                                                                                            |       | UDF (CDS) | Michel Juguet          |
| 5e circonscription  | Jean-Yves Le Drian                                                                                      |       | PS        | Jo Le Lamer            |
| 6e circonscription  | Jean Giovannelli                                                                                        |       | PS        | Louis Le Guern         |

### VIIIelégislature (1986-1988)
Scrutin proportionnel plurinominal par département, pas de député par circonscription. Les six députés élus dans le Morbihan sont, par ordre alphabétique : 
| Nom                   | Parti | Parti     |
| --------------------- | ----- | --------- |
| Loïc Bouvard          |       | UDF (CDS) |
| Jean-Charles Cavaillé |       | RPR       |
| Jean-Yves Le Drian    |       | PS        |
| Jean Giovannelli      |       | PS        |
| Aimé Kergueris        |       | UDF (PR)  |
| Raymond Marcellin     |       | UDF (PR)  |

Deux listes ont eu des élus en obtenant respectivement :
- Liste UDF-RPR  « d'union pour le progrès et les libertés » : 52,04 % des suffrages (4 élus)
- Liste PS « Le bon cap pour le Morbihan - Pour une majorité de progrès » : 31,68 % des suffrages (2 élus)

### IXelégislature (1988-1993)

Couleur politique des députés élus en 1988.

| Circonscription     | Nom                                                               | Parti | Parti     | Suppléant           |
| ------------------- | ----------------------------------------------------------------- | ----- | --------- | ------------------- |
| 1re circonscription | Raymond Marcellin                                                 |       | UDF (PR)  | Pierre Pavec        |
| 2e circonscription  | Aimé Kergueris                                                    |       | UDF (PR)  | Eugène Le Couviour  |
| 3e circonscription  | Jean-Charles Cavaillé                                             |       | RPR       | Sylvie de Kersabiec |
| 4e circonscription  | Loïc Bouvard                                                      |       | UDF (CDS) | René Belliot        |
| 5e circonscription  | Jean-Yves Le Drian Pierre Victoria (18 mai 1991 - 1er avril 1993) |       | PS        | Pierre Victoria     |
| 6e circonscription  | Jean Giovannelli                                                  |       | PS        | Jean Moëc           |

### Xelégislature (1993-1997)

Couleur politique des députés élus en 1993.

| Circonscription     | Nom                   | Parti | Parti       | Suppléant            |
| ------------------- | --------------------- | ----- | ----------- | -------------------- |
| 1re circonscription | Raymond Marcellin     |       | UDF (PR)    | Pierre Pavec         |
| 2e circonscription  | Aimé Kergueris        |       | UDF (PR)    | Jean-Michel Kervadec |
| 3e circonscription  | Jean-Charles Cavaillé |       | RPR         | René Mazier          |
| 4e circonscription  | Loïc Bouvard          |       | UDF (CDS)   | François Hervieux    |
| 5e circonscription  | Michel Godard         |       | UDF (PR)    | Jean-Yves Coail      |
| 6e circonscription  | Jacques Le Nay        |       | UDF (diss.) | Franck Hillion       |

### XIelégislature (1997-2002)

Couleur politique des députés élus en 1997.

| Circonscription     | Nom                   | Parti | Parti       | Suppléant            |
| ------------------- | --------------------- | ----- | ----------- | -------------------- |
| 1re circonscription | François Goulard      |       | UDF puis DL | Joseph Oillic        |
| 2e circonscription  | Aimé Kergueris        |       | UDF puis DL | Jean-Michel Kervadec |
| 3e circonscription  | Jean-Charles Cavaillé |       | RPR         | René Mazier          |
| 4e circonscription  | Loïc Bouvard          |       | UDF         | Cédric Bannel        |
| 5e circonscription  | Jean-Yves Le Drian    |       | PS          | Norbert Métairie     |
| 6e circonscription  | Jacques Le Nay        |       | UDF         | Franck Hillion       |

### XIIelégislature (2002-2007)

Couleur politique des députés élus en 2002.

| Circonscription     | Nom                                                          | Parti | Parti | Suppléant        |
| ------------------- | ------------------------------------------------------------ | ----- | ----- | ---------------- |
| 1re circonscription | François Goulard Josiane Boyce (1er mai 2004 - 16 juin 2007) |       | UMP   | Josiane Boyce    |
| 2e circonscription  | Aimé Kergueris                                               |       | UMP   | Jean Michel Belz |
| 3e circonscription  | Gérard Lorgeoux                                              |       | UMP   | Alain Prie       |
| 4e circonscription  | Loïc Bouvard                                                 |       | UMP   | Jean-Luc Bléher  |
| 5e circonscription  | Jean-Yves Le Drian                                           |       | PS    | Patrick Daniel   |
| 6e circonscription  | Jacques Le Nay                                               |       | UMP   | Pierrik Névannen |

### XIIIelégislature (2007-2012)

Couleur politique des députés élus en 2007.

| Circonscription     | Nom                                                                                    | Parti | Parti  | Suppléant         |
| ------------------- | -------------------------------------------------------------------------------------- | ----- | ------ | ----------------- |
| 1re circonscription | François Goulard                                                                       |       | UMP-RS | Josiane Boyce     |
| 2e circonscription  | Michel Grall                                                                           |       | UMP    | Françoise Evanno  |
| 3e circonscription  | Gérard Lorgeoux                                                                        |       | UMP    | Brigitte Bernard  |
| 4e circonscription  | Loïc Bouvard                                                                           |       | UMP    | François Guéant   |
| 5e circonscription  | Françoise Olivier-Coupeau († 4 mai 2011) Gwendal Rouillard (5 mai 2011 - 26 juin 2012) |       | PS     | Gwendal Rouillard |
| 6e circonscription  | Jacques Le Nay                                                                         |       | UMP    | Pierrik Névannen  |

### XIVelégislature (2012-2017)

Couleur politique des députés élus en 2012.

| Circonscription     | Nom                 | Parti | Parti       | Suppléant               |
| ------------------- | ------------------- | ----- | ----------- | ----------------------- |
| 1re circonscription | Hervé Pellois       |       | PS (app.)   | Anne Phelippo-Nicolas   |
| 2e circonscription  | Philippe Le Ray     |       | UMP (app.)  | Marie-Christine Le Quer |
| 3e circonscription  | Jean-Pierre Le Roch |       | PS          | Annaïg Le Falher        |
| 4e circonscription  | Paul Molac          |       | UDB (app.)  | Régine Le Viavant       |
| 5e circonscription  | Gwendal Rouillard   |       | PS          | Dominique Cany          |
| 6e circonscription  | Philippe Noguès     |       | PS puis DVG | Anne Troalen            |

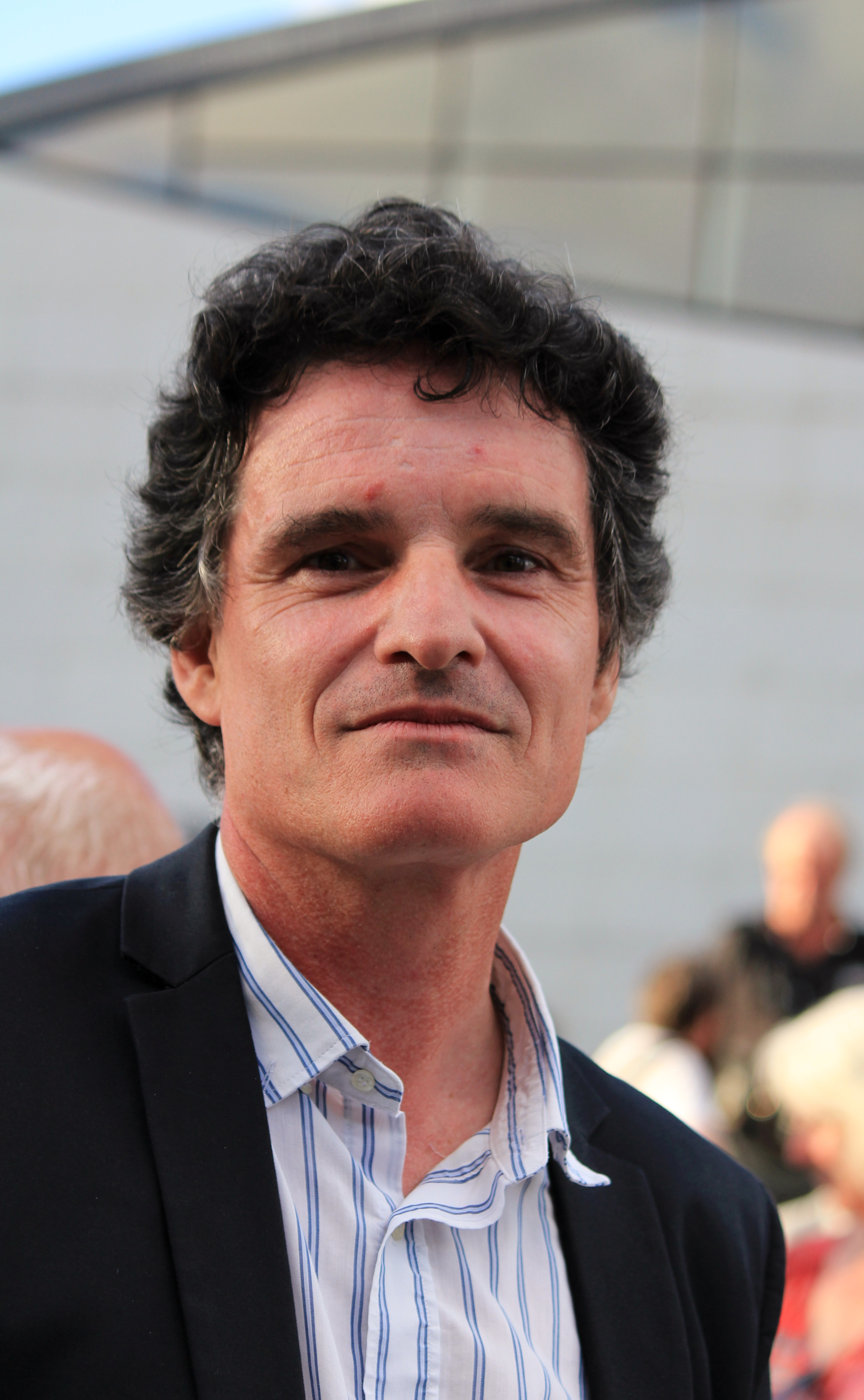
Paul Molac
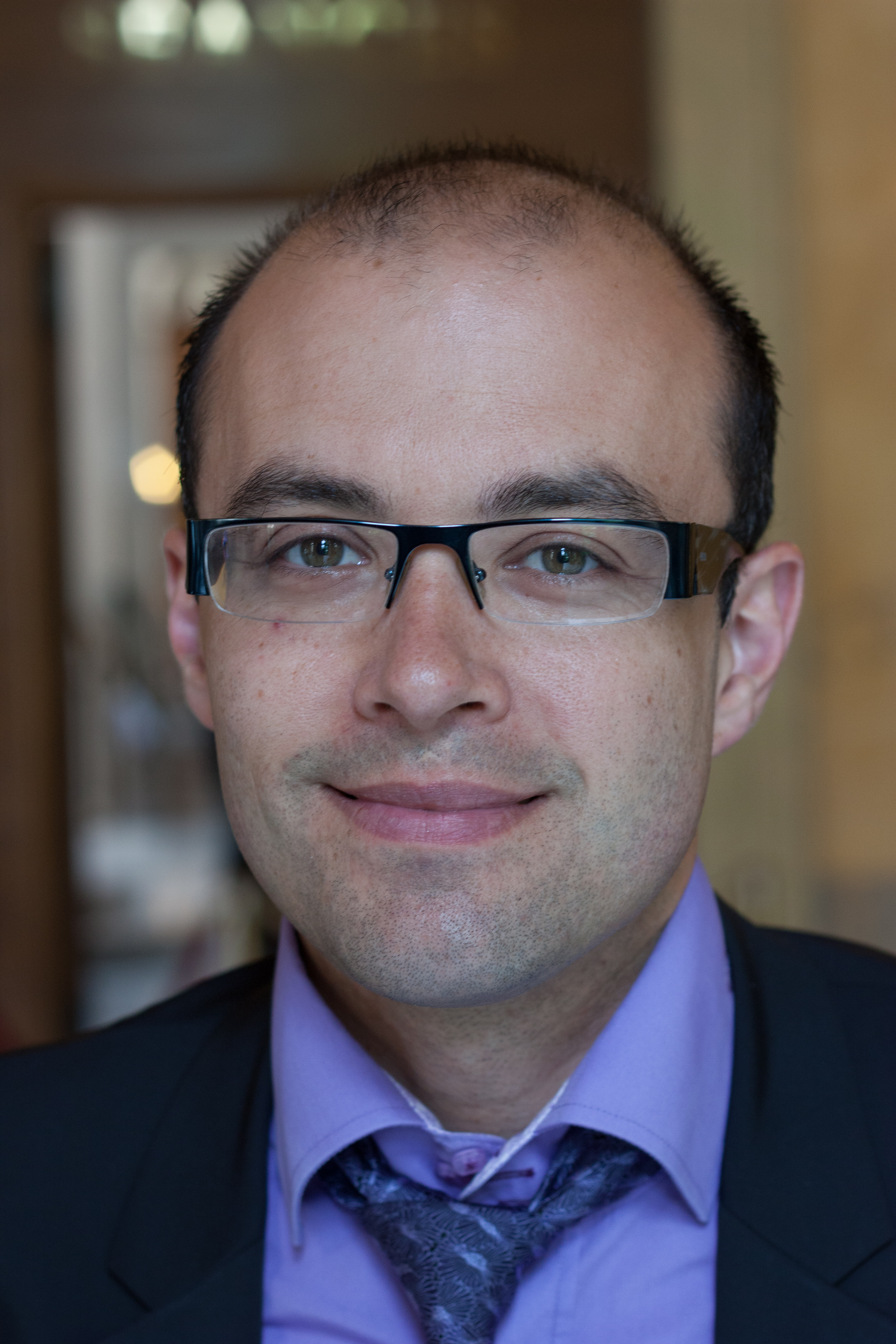
Gwendal Rouillard
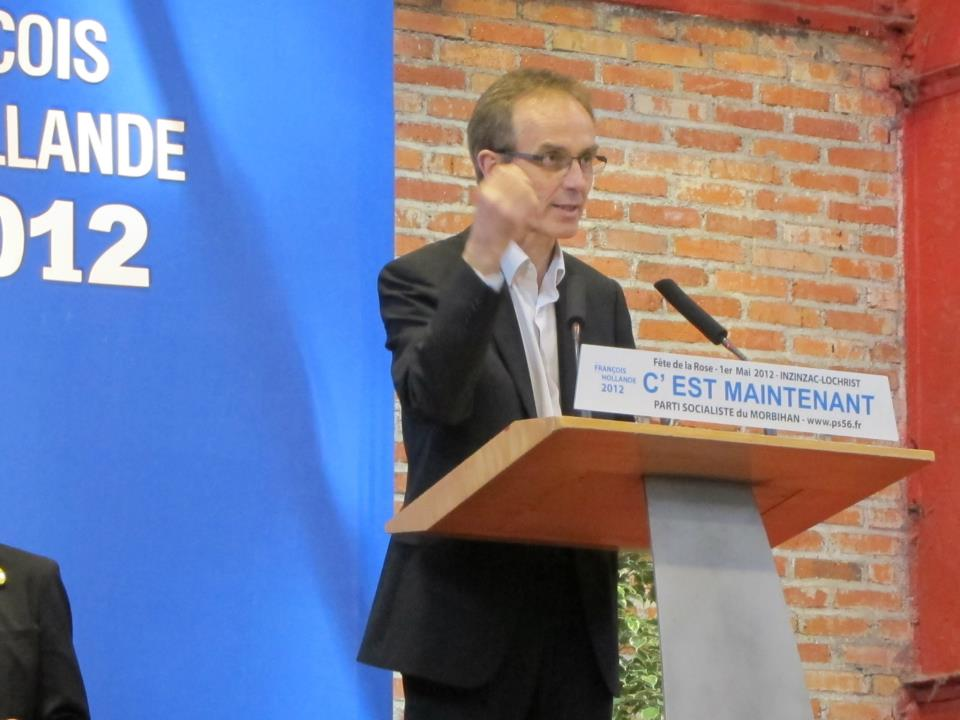
Philippe Noguès

### XVelégislature (2017-2022)

Couleur politique des députés élus en 2017.

| Circonscription     | Nom                 | Parti | Parti           | Suppléant                |
| ------------------- | ------------------- | ----- | --------------- | ------------------------ |
| 1re circonscription | Hervé Pellois       |       | LREM            | Bérengère Delion-Le Gars |
| 2e circonscription  | Jimmy Pahun         |       | DIV-LREM (app.) | Florence Bloyet          |
| 3e circonscription  | Nicole Le Peih      |       | LREM            | Raymond Le Brazidec      |
| 4e circonscription  | Paul Molac          |       | LREM            | Régine Le Viavant        |
| 5e circonscription  | Gwendal Rouillard   |       | LREM            | Émilie Derrian-Chatard   |
| 6e circonscription  | Jean-Michel Jacques |       | LREM            | Christine Guillet        |

### XVIelégislature (2022-2024)

Couleur politique des députés élus en 2022.

| Circonscription     | Nom                 |  | Parti | Groupe                                           | Suppléant              |
| ------------------- | ------------------- |  | ----- | ------------------------------------------------ | ---------------------- |
| 1re circonscription | Anne Le Hénanff     |  | HOR   | Horizons et apparentés                           | Michel Criaud          |
| 2e circonscription  | Jimmy Pahun         |  | MoDem | Les Démocrates                                   | Christine Duriez       |
| 3e circonscription  | Nicole Le Peih      |  | LREM  | Renaissance                                      | François-Denis Mouhaou |
| 4e circonscription  | Paul Molac          |  | REG   | Libertés, indépendants, outre-mer et territoires | Régine Le Viavant      |
| 5e circonscription  | Lysiane Métayer     |  | TdP   | Renaissance                                      | Antoine Caubel         |
| 6e circonscription  | Jean-Michel Jacques |  | LREM  | Renaissance                                      | Nadia Souffoy          |

### XVIIelégislature (2024-)

Couleur politique des députés élus en 2024.

| Circonscription     | Nom                 |  | Parti | Groupe                                           | Suppléant                  |
| ------------------- | ------------------- |  | ----- | ------------------------------------------------ | -------------------------- |
| 1re circonscription | Anne Le Hénanff     |  | HOR   | Horizons et indépendants                         | Michel Criaud              |
| 2e circonscription  | Jimmy Pahun         |  | MoDem | Les Démocrates                                   | Dominique Ollivier-Frankel |
| 3e circonscription  | Nicole Le Peih      |  | RE    | Ensemble pour la République                      | François-Denis Mouhaou     |
| 4e circonscription  | Paul Molac          |  | REG   | Libertés, indépendants, outre-mer et territoires | Régine Le Viavant          |
| 5e circonscription  | Damien Girard       |  | LÉ    | Écologiste et social                             | Myrianne Coché             |
| 6e circonscription  | Jean-Michel Jacques |  | RE    | Ensemble pour la République                      | Nadia Souffoy              |